# Borsfélék
A borsfélék (Piperaceae) a borsvirágúak (Piperales) rendjének egyik, főleg trópusi és szubtrópusi vidékeken elterjedt családja, melybe az APG osztályozása alapján 5 (besorolástól függően 8) nemzetség 2015 faja tartozik.
A borsfélék legismertebb nemzetségébe (Piper) tartozik a fűszerként használt fekete bors (Piper nigrum L.).
A bételbors (Chavica betle) a bételrágáshoz használt készítmény fontos alapanyaga.

## Jellemzők
A családon még sok ősi jelleg is megfigyelhető, ilyen például a szórt vagy két körös edénynyaláb-állás. Továbbá jellemzők rá redukált, takarólevelek nélküli virágai, melyek sűrű, torzsaszerű füzérbe tömörülnek. A porzók száma 1-10, termésük csonthéjas.